# Anapisa latophaga
Anapisa latophaga là một loài bướm đêm thuộc phân họ Arctiinae, họ Erebidae.